# Al Majabirah
Al Majabirah (en árabe: المجابرة‎) es una localidad de Libia, en el distrito de Nalut. 
La población, según estimación 2010, era de 4.116 habitantes.